# We've All Been There
We've All Been There é o álbum de estreia a solo do músico e compositor norte-americano Alex Band, mais conhecido por ser o antigo vocalista e compositor da banda The Calling. O álbum foi lançado em 29 de junho de 2010 através da gravadora do próprio Alex Band, AMB Records, em colaboração com a EMI.
O primeiro single, "Tonight", foi lançado juntamente com o respetivo videoclipe no dia 15 de fevereiro de 2010.

## Faixas
Todas as canções escritas por Alex Band.
1. "We've All Been There" — 4:00
2. "What Is Love" — 3:53
3. "Tonight" — 3:57
4. "Forever Yours" — 3:12
5. "Please" — 3:53
6. "Will Not Back Down" — 4:04
7. "Euphoria" — 3:54
8. "Never Let You Go" — 3:52
9. "Only One" — 3:36
10. "Leave (Today Is the Day)" — 3:34
11. "Holding On" — 3:18
12. "Without You" — 4:20
13. "Love" — 3:38
14. "Start Over Again" — 4:06
15. "Cruel One" (com Chantal Kreviazuk & Emmy Rossum) - 4.32 (faixa bónus da Deluxe Edition)

### International edition
1. "We've All Been There" — 4:01
2. "Tonight" — 4:01
3. "Forever Yours" — 3:13
4. "Will Not Back Down" — 4:06
5. "Please" - 3:53
6. "Without You" — 4:20
7. "Only One" — 3:40
8. "Leave (Today Is the Day)" — 3:35
9. "Never Let You Go" — 3:52
10. "Euphoria" — 3:55
11. "What Is Love" — 3:54
12. "Start Over Again" — 4:06
13. "Love" — 3:39 (faixa bónus)
14. "Tonight" (versão acústica) (faixa bónus no Japão)
15. "Rest of Our Lives" (faixa bónus no Japão)